# Oán hận phải trả
Ruen Sai Sawart (tên tiếng Thái: เรือนสายสวาท, tên tiếng Việt: Oán hận phải trả / Trùng trùng nghiệp bão) là phim truyền hình Thái Lan phát sóng vào năm 2020. Phim phát sóng trên đài Channel 8 từ ngày 14 tháng 1 năm 2020.

## Nội dung
Hai vợ chồng Gloy và Kaew, người hầu của Khun Thanongsak, có hai cô con gái, người lớn nhất tên là Payom (Pang Ornjira), người đang yêu Faek và cô con gái út là Pikul (Yardthip). Một ngày nọ, Chao Khun Pitakaksara (Kade Tarntup) để ý Payom, vì sự nhu mì và ngọt ngào của cô ngay từ lần đầu gặp mặt.
Thanongsak đã lên kế hoạch chuốc ngủ cho Payom, sau đó gửi cô đến cho Chao Khun vì cần được thăng chức. Payom rất đau khổ trước bi kịch này. Lúc đầu, Chao Khun Pitakaksara để Payom trở thành người tình bí mật của mình. Lumduan, người hầu của Tarpthip (Kat Katreeya), người vợ chính thức của Chao Khun, biết điều này và báo cáo lại với Tarpthip.
Tarpthip cố gắng thuyết phục Chao Khun chia tay với Payom nhưng ông từ chối và quyết định chuyển Payom đến Ruen Sai Sawart, một gian nhà dành cho khách. Tarpthip rất tức giận, nên quay về tìm lời khuyên từ em trai Prajak (Fluke Jira) nhưng anh ấy không thể làm gì được.
Faek lẻn đến gặp Payom và Pikul đã giúp họ. Payom sau đó có thai với Chao Khun. Lumduan nói với Tarpthip về việc khiến Chao Khun nghi ngờ xem mình có phải là cha đẻ của đứa con trong bụng Payom hay không. Cuối cùng, Chao Khun bắt quả tang Payom và Faek đang gặp gỡ. Cảm thấy xấu hổ vì điều này, Payom quyết định treo cổ tự tử bằng dây thừng còn bố mẹ đều chết cháy trong nhà do một tay Tarpthip làm. Pikul rời khỏi Ruen Saai Sawart, chuyển đến nhà của dì sống.
Mười năm sau, Pikul - sau này đổi tên là Pudjeeb, quyết định trở lại nhà của Chao Khun làm người hầu. Chao Khun đã bị cuống hút bởi vẻ đẹp và sự ngọt ngào của cô, cuối cùng cô cũng trở thành tình nhân của Chao Khun, trong khi Tarpthip vừa mới sinh con gái, tên là Yaemkae. Pudjeeb trở lại Ruen Saai Sawart, sau đó giả vờ bỏ trốn để bị Tarpthip hãm hại. Pudjeeb đã nhận nuôi con gái của dì, đặt tên là Fahmui (Nonny Natcha) và đã đưa Fahmui đến Ruen Saai Sawart làm con gái. Sau đó Pudjeeb còn cố tình gây ra nhiều chuyện làm xáo trộn khiến Chao Khun quyết định chuyển đến sống cùng Pudjeeb tại Ruen Saai Sawart.
Sức khỏe của Chao Khun đang trở nên tồi tệ hơn từ thuốc mà Pudjeeb đã cho ông uống nhưng ông vẫn không trao hết tài sản của mình cho Pudjeeb và phần lớn thuộc về Paenphob (Iang Sittha), con trai cả của Chao Khun với Tarpthip.

## Diễn viên
- Kade Tarntup trong vai Jao Khun Pitakaksara / Khun Ak
- Yardthip Rajpal trong vai Pikul / Pudjeeb
- Katreeya English trong vai Khun Ying Tarpthip
- Ornjira Larmwilai trong vai Payom
- Jira Danbawornkiat trong vai Prajak
- Sittha Sapanuchart trong vai PhaenPope / Phob
- Nutcha Jeka trong vai Fahmui
- Rita Ramnarong trong vai Yamkae
- Mungkorn Paphawin trong vai Sila
- Nawapol Puwadol trong vai Faek
- Joy Daokrajai trong vai Pon
- Nussara Pawanna trong vai Lamduan
- Gift Unchisa trong vai Chem
- Ruengrit Wisamol trong vai Gun
- Intira Jaroenpura trong vai Salak (dì Pikul, mẹ đẻ Fahmui)
- Supranee Jayrinpon
- Narumon Nillawan
- Catherine Chantrawisoot trong vai Pikul (lúc nhỏ)
- Kim Achita trong vai PhaenPope / Phob (lúc nhỏ)
- Phatchuda Phanphipat

## Ca khúc nhạc phim
- ตายตกตามกัน / Dtai Dtok Dtahm Gun - Ten Nararak
- ตายตกตามกัน / Dtai Dtok Dtahm Gun / Phải chết cùng nhau (Viet ver) - Nguyễn Thuỳ Dương